# Tatort: MagicMom
MagicMom ist ein Fernsehfilm aus der Krimireihe Tatort. Der vom WDR produzierte Beitrag ist die 1227. Tatort-Episode und wurde am 5. März 2023 im SRF, im ORF und im Ersten ausgestrahlt. Das Münsteraner Ermittlerduo Thiel und Boerne ermittelt seinen 43. Fall.

## Handlung
Die Influencerin Evita Vogt, die als „MagicMom“ eine riesige Fangemeinde hatte, der sie vorgaukelte, eine Super-Mutter zu sein, wird in ihrem luxuriösen Haus erhängt aufgefunden. Schnell wird klar, dass sie bereits tot war, als sie aufgehängt wurde.
Im Zuge der Ermittlungen von Kommissar Thiel gerät Sabine Hertweck unter Verdacht, ebenfalls als Influencerin („BusyBine“) im Netz präsent. Um die lohnende Klientel der jungen Mütter zu erreichen, täuschte sie ihre Mutterschaft aber nur vor. Sie arbeitete mit lebensechten Puppen und wurde von Evita Vogt erpresst, die das herausgefunden hatte. Da sie zum Tatzeitpunkt ein Alibi hat, scheidet sie als Täterin aus. Auch der Verdacht auf Vogts Follower, Jakub Schmidt („LonesomeDad“), fällt aufgrund eines Alibis aus. Allerdings gibt dieser den Hinweis, dass Evita Vogt in einem Video von Schwellungen am Hals berichtete. Diesbezügliche Ermittlungen ergeben, dass Vogt aufgrund eines Larynxödems wegen C1-Inhibitor-Mangels erstickte.
So wird der getrennt lebende Ehemann, Moritz Vogt, als Täter überführt. Dieser fügte seiner Frau heimlich Östrogen-Präparate zu, um das Larynxödem auszulösen. Das Heilmittel entfernte er aus dem Smart-Home-Kühlschrank und wurde so benachrichtigt, als Evita Vogt diesen öffnete. Er gibt an, er habe sie nicht töten wollen. Er habe zur Stelle sein wollen, um sie zu retten und sich dadurch gebraucht zu fühlen, sei allerdings zu spät gekommen. Er hängte sie auf, um einen Selbstmord vorzutäuschen.

## Trivia
Boerne fährt in der Folge eine Chevrolet Corvette C3. 

## Hintergrund
Der Film wurde vom 6. September 2022 bis zum 7. Oktober 2022 gedreht.
Nichts mit dem eigentlichen Fall zu tun hat ein fiktives Straßenfest, das eigens für die Produktion im Rathausinnenhof von Münster aufgebaut wurde. Es dient als Klammer für die Handlung und führt das gesamte feste Ensemble zu Beginn und am Schluss des Films an einem Ort zusammen. Der Schlagersänger, der auf einer kleinen Bühne für ein sehr überschaubares Publikum singt, ist der Alleinunterhalter Rolf Kuhn aus Wuppertal. Die beiden Lieder, mit denen er zu hören ist, hat er selbst für den Tatort geschrieben. Mit einem Stand auf dem Straßenfest vertreten sind Aktivisten des örtlichen Christoper Street Days (CSD), und im Hintergrund ist eine Solidaritätsbekundung für den trans Mann Malte C. zu sehen, der wenige Wochen vor Beginn der Dreharbeiten beim Münsteraner CSD 2022 getötet wurde, als er gegen einen Übergriff auf zwei lesbische Frauen einschritt.

## Rezeption

### Kritiken
Claudia Tieschky von der Süddeutschen Zeitung wertete: „Zum Schmunzelkrimi gehört, das weiß man seit Hubert und Staller, dass der eigentliche Fall sich dann meistens ganz von selber löst, damit man genug Zeit zum Schmunzeln hat, und in die Richtung geht es auch in dem Tatort von Regine Bielefeldt (Buch) und Michaela Kezele (Regie).“
Das Lexikon des Internationalen Films vergab dem Film anderthalb von fünf möglichen Sternen und beurteilte ihn enttäuscht als einen Krimi, der zum Thema Social-Media-Ruhm „wenig Substanzielles beizutragen hat und sich in die üblichen Blödeleien der Ermittler flüchtet. Der Fall wird ohne Spannung, Tiefgang oder formalen Ehrgeiz abgespult“.

### Einschaltquoten
Bei der Erstausstrahlung von Tatort: MagicMom am 5. März 2023 verfolgten in Deutschland insgesamt 13,46 Millionen Zuschauer die Filmhandlung, was einem Marktanteil von 40,7 Prozent für Das Erste entsprach. In der als Hauptzielgruppe für Fernsehwerbung deklarierten Altersgruppe von 14–49 Jahren erreichte MagicMom 2,85 Millionen Zuschauer und damit einen Marktanteil von 33,5 Prozent in dieser Altersgruppe.